# Нагорное (Зачепиловский район)
Нагорное (укр. Нагірне), село, 
Зачепиловский поселковый совет, 
Зачепиловский район, 
Харьковская область.
Код КОАТУУ — 6322255101. Население по переписи 2001 года составляет 913 (417/496 м/ж) человека.

## Географическое положение
Село Нагорное находится на правом берегу реки Берестовая в 2-х км от места впадения в неё реки Вшивая (левый приток).
Русло реки извилистое, на нём много лиманов и заболоченых озёр.
Выше по течению примыкает село Кочетовка, на противоположном берегу — пгт Зачепиловка.
В селе есть железнодорожная станция Зачепиловка.

## История
- 1850 - дата основания.

## Экономика
- Нефтебаза
- ЗАО «Зачепиловское хлебоприемное предприятие».
- «Мирс», ООО.
- «НАГОРНОЕ», ООО.
- КСП «ЗАЧЕПИЛОВСКИЙ».